# Wojskowe Biuro Badań Historycznych
Wojskowe Biuro Badań Historycznych – wojskowa jednostka budżetowa, podporządkowana Ministrowi Obrony Narodowej z siedzibą w Warszawie istniejąca w latach 2002–2009.

## Historia
W wyniku kolejnych przemian strukturalnych zachodzących w Siłach Zbrojnych RP, Wojskowy Instytut Historyczny Akademii Obrony Narodowej został 31 grudnia 2001 rozwiązany na mocy decyzji Ministra Obrony Narodowej nr Pf-1/Org./P5 z 15 listopada 2001. Nieco wcześniej, tzn. 1 września 2001 na podstawie decyzji Ministra Obrony Narodowej nr Z-9 z 17 sierpnia 2001 została powołana Grupa Organizacyjna Wojskowego Biura Badań Historycznych, której przewodniczącym został prof. dr hab. Andrzej Ajnenkiel. Jej zadaniem było przejęcie przez Biuro księgozbioru oraz zasobu archiwaliów i dokumentacji historycznej WIH AON (Materiałów i Dokumentów WIH, znanych badaczom historii jako MiD WIH). Z dniem 1 stycznia 2002 na podstawie wspomnianych wcześniej obydwu dokumentów i etatu nr 02/242/0 zostało utworzone Wojskowe Biuro Badań Historycznych – wojskowa jednostka budżetowa, podporządkowana Ministrowi Obrony Narodowej, z siedzibą w Warszawie przy ul. Stefana Banacha 2.
Zadaniem Wojskowego Biura Badań Historycznych było prowadzenie badań naukowych, gromadzenie i opracowywanie materiałów źródłowych dotyczących historii wojskowej, przygotowywanie opracowań i analiz naukowych z tego zakresu, upowszechnianie tradycji oręża polskiego, a także współpraca ze służbami historycznymi innych armii oraz cywilnymi placówkami naukowymi w kraju i zagranicą. Od 2004 Biuro wydawało dwa czasopisma: kwartalnik „Przegląd Historyczno-Wojskowy” i rocznik „Kronikę Wojska Polskiego”.
Nieformalne wpływy w WBBH (podobnie jak wcześniej w Wojskowym Instytucie Historycznym) zachował gen. Wojciech Jaruzelski, co pozwoliło mu blokować niekorzystne dla siebie publikacje oraz kontrolować wolność badań naukowych.
W wyniku przekształceń strukturalnych Wojskowe Biuro Badań Historycznych zostało rozformowane z dniem 31 grudnia 2009 na podstawie zarządzenia Ministra Obrony Narodowej nr 17/MON z dnia 23 kwietnia 2009 w sprawie utworzenia Wojskowego Centrum Edukacji Obywatelskiej (od 1 stycznia 2010 Wojskowe Biuro Badań Historycznych jest jego częścią). Zbiory archiwum wydzielonego Wojskowego Biura Badań Historycznych zostały przekazane do Centralnego Archiwum Wojskowego w Warszawie.

## Struktura WBBH
2002
- Kierownictwo
- Wydział Historyczny
- Wydział Studiów i Analiz
- Wydział Dokumentacji Naukowej

2004
- Kierownictwo
- Wydział Historyczny
- Wydział Studiów i Analiz
- Wydział Dokumentacji Naukowej
- Redakcja „Przeglądu Historyczno-Wojskowego”

2007
- Kierownictwo
- Wydział Studiów i Analiz
- Wydział Historyczny
- Wydział Dokumentacji Naukowej
- Redakcja „Przeglądu Historyczno-Wojskowego”
- Redakcja „Kroniki Wojska Polskiego”

## Obsada etatowa

### Dyrektorzy Biura
- prof. dr hab. Andrzej Ajnenkiel – 4 stycznia–31 października 2002,
- p.o. ppłk dr Janusz Tomiło – 1 listopada 2002– 28 lutego 2003,
- płk rez. dr hab. Krzysztof Komorowski – 1 marca 2003 – 9 kwietnia 2004,
- p.o. dr Grzegorz Nowik – 10 kwietnia–30 września 2004,
- płk rez. prof. dr hab. Krzysztof Komorowski – 1 października 2004 – 31 października 2009,
- p.o. dr Grzegorz Jasiński – 1 listopada–31 grudnia 2009.

### Zastępcy dyrektora Biura
- ppłk dr Janusz Tomiło – 12 stycznia 2002– 31 grudnia 2003,
- dr hab Grzegorz Nowik – 1 stycznia 2004 – 31 grudnia 2009.[6]

### Główni specjaliści
- ppłk dr hab. Janusz Zuziak – 21 stycznia 2002 – 30 września 2006,
- dr hab. Janusz Odziemkowski – 1 października 2006 – 30 września 2009,
- dr Andrzej Chmielarz – 1 listopada–31 grudnia 2009.

### Kierownicy Wydziału Historycznego
- płk rez. dr Stefan Zwoliński – 1 maja 2002 – 30 listopada 2003,
- płk rez. dr Czesław Szafran – 1 grudnia 2003 – 31 października 2006,
- mgr Witold Rawski – 1 listopada 2006 – 31 sierpnia 2007,
- dr Grzegorz Jasiński – 1 września 2007 – 31 października 2009,
- mgr Wojciech Markert – 1 listopada – 31 grudnia 2009.

### Szefowie (kierownicy) Wydziału Studiów i Analiz
- ppłk dr Zbigniew Palski – 21 stycznia 2002 – 31 października 2006,
- płk rez. dr Czesław Szafran – 1 listopada 2006 – 31 sierpnia 2007,
- mgr Witold Rawski – 1 września 2007 – 31 grudnia 2009.

### Kierownicy Wydziału Dokumentacji Naukowej
- mgr Jerzy A. Radomski – 4 stycznia 2002 – 6 października 2003,
- płk rez. dr Zbigniew Moszumański – 7 października 2003 – 28 lutego 2005,
- dr Zbigniew Wojciechowski – 1 marca 2005 – 28 lutego 2006,
- płk rez. dr Zbigniew Moszumański – 1 marca 2006 – 31 grudnia 2008,
- mgr Zbigniew Grabowski – 1 stycznia–31 grudnia 2009.

### Sekretarze Redakcji „Przeglądu Historyczno-Wojskowego”
- mgr Zbigniew Grabowski – 1 stycznia 2004 – 28 lutego 2005,
- płk rez. dr Zbigniew Moszumański – 1 marca 2005 – 28 lutego 2006,
- mgr Zbigniew Grabowski – 1 marca 2006 – 28 lutego 2007,
- ppłk rez. dr Zbigniew Palski – 1 marca 2007 – 31 grudnia 2009.

### Sekretarze Redakcji „Kroniki Wojska Polskiego”
- ppłk mgr Wojciech Hajnus – 10 maja 2004 – 19 marca 2007,
- ppłk mgr Paweł Skrzeczkowski – 1 lutego 2008 – 31 grudnia 2009.

## Zmiany
Od 1 stycznia 2010 do 3 czerwca 2016 Wojskowe Biuro Badań Historycznych wchodziło w skład Wojskowego Centrum Edukacji Obywatelskiej. Struktura uległa niewielkiej modyfikacji i początkowo miała następujący kształt:
- Kierownictwo
- Wydział Historyczny
- Wydział Studiów i Analiz
- Wydział Dokumentacji (w jego skład włączono redakcje „Przeglądu Historyczno-Wojskowego” i „Kroniki Wojska Polskiego”)

### Kierownicy Biura
- dr Grzegorz Jasiński – 1 stycznia 2010 – 3 czerwca 2016

### Główni specjaliści
- dr Andrzej Chmielarz – 1 stycznia 2010 – 3 czerwca 2016

### Kierownicy Wydziału Historycznego
- mgr Wojciech Markert – 1 stycznia 2010 – 31 marca 2013

### Kierownicy Wydziału Studiów i Analiz
- mgr Witold Rawski – 1 stycznia 2010 – 30 czerwca 2012
- mgr Paweł Przeździecki – 1 lipca 2012 – 30 czerwca 2013

### Kierownicy Wydziału Dokumentacji
- dr Stefan Miłosz – 1 stycznia 2010 – 30 czerwca 2012
- mgr Witold Rawski – 1 lipca 2012 – 30 czerwca 2013

### Sekretarze Redakcji „Przeglądu Historyczno-Wojskowego”
- ppłk rez. dr Zbigniew Palski – 1 stycznia 2010 – 31 sierpnia 2011
- mgr Teresa Sitkiewicz – 1 września 2011 – 3 czerwca 2016

### Sekretarze Redakcji „Kroniki Wojska Polskiego”
- ppłk mgr Paweł Skrzeczkowski – 1 stycznia 2010 – 30 czerwca 2011
- ppłk dr Tomasz Kopański – 1 lipca 2011 – 30 kwietnia 2016

Na podstawie decyzji nr 127/MON Ministra Obrony Narodowej z 21 kwietnia 2016 zostało utworzone Wojskowe Biuro Historyczne, które powstało z połączenia Centralnego Archiwum Wojskowego, które stało się komórką wewnętrzną Biura, oraz Wojskowego Biura Badań Historycznych Wojskowego Centrum Edukacji Obywatelskiej (wraz z „Przeglądem Historyczno-Wojskowym”). Wydawanie „Kroniki Wojska Polskiego” pozostało w gestii Wojskowego Centrum Edukacji Obywatelskiej.